# 통상교섭조정관
통상교섭조정관은 통상교섭본부장 혹은 소속 부처 장관이 특히 지시하는 사항에 관하여 장관과 본부장을 직접 보좌하는 참모기관이다.
고위공무원단에 속하는 외무공무원 또는 별정직공무원으로 보하되, 그 직위의 직무등급은 가등급으로 한다. 그러나 가끔 통상교섭본부장의 직위가 장관급이 되었을 때 차관보의 자리가 공석일 경우 통상교섭조정관이 차관급 직위가 되기도 한다.

## 역대 통상교섭조정관
| 정부        | 대수     | 이름           | 임기                               | 직급                                                                   |
| ----------- | -------- | -------------- | ---------------------------------- | ---------------------------------------------------------------------- |
| 김대중 정부 | 초대     | 정의용(鄭義溶) | 1998년 3월 24일 ~ 2001년 1월 4일   | 차관급                                                                 |
| 김대중 정부 | 2대      | 최혁(崔革)     | 2001년 1월 4일 ~ 2002년 1월 22일   | 1월 22일까지는 미국 무역대표부 회담기간이라 직책 유지. 조정관 2인 체제 |
| 김대중 정부 | 3대      | 김광동(金光東) | 2002년 1월 9일 ~ 2003년 3월 27일   | 차관보급                                                               |
| 노무현 정부 | 4대      | 김현종(金鉉宗) | 2003년 3월 28일 ~ 2004년 7월 28일  | 차관급                                                                 |
| 노무현 정부 | 직무대리 | 안호영         | 2004년 7월 29일 ~ 2004년 8월 14일  |                                                                        |
| 노무현 정부 | 4대      | 정우성         | 2004년 8월 16일 ~ 2004년 9월 10일  | 차관보급                                                               |
| 노무현 정부 | 5대      | 홍종기         | 2004년 9월 10일 ~ 2005년 10월 24일 |                                                                        |
| 노무현 정부 | 6대      | 김중근(金中根) | 2005년 10월 25일 ~ 2007년 1월 18일 |                                                                        |
| 노무현 정부 | 7대      | 조태열(趙兌烈) | 2007년 1월 19일 ~ 2008년 3월 19일  |                                                                        |
| 이명박 정부 | 8대      | 안호영         | 2008년 3월 20일 ~ 2011년 2월 9일   |                                                                        |
| 이명박 정부 | 9대      | 이시형         | 2011년 2월 10일 ~ 2013년 3월 23일  |                                                                        |

## 같이 보기
- 통상교섭본부장
- 통상교섭본부